# Jerzy Gawin

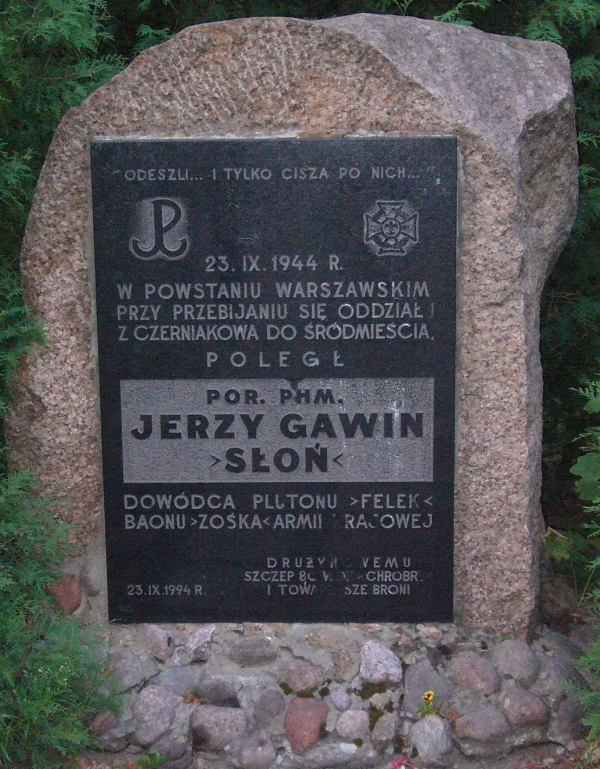
Tablica poświęcona pamięci Jerzego Gawina przy ul. Czerniakowskiej

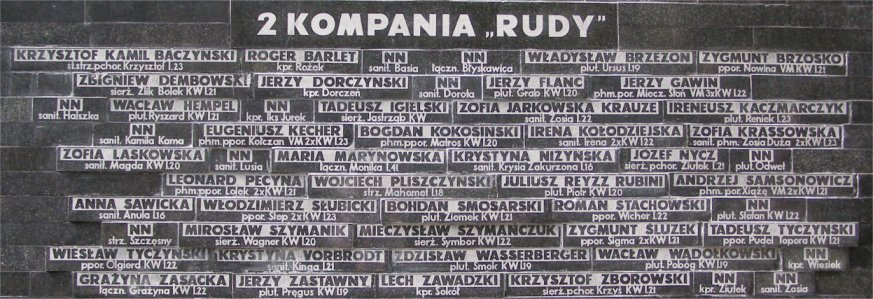
Tablica z nazwiskami poległych żołnierzy 2. kompanii "Rudy" na warszawskim Cmentarzu Wojskowym na Powązkach

Jerzy Gawin, ps. Słoń, Miecz (ur. 20 września 1922 w Warszawie, zm. 23 września 1944 tamże) – podharcmistrz, członek Szarych Szeregów, porucznik AK, powstaniec warszawski, drugi dowódca III plutonu „Felek” 2. kompanii „Rudy” batalionu „Zośka”.

## Lata młodzieńcze
Syn właściciela firmy Pomoc szkolna, Marcelego Gawina i Janiny z Koszelików. Brat Danuty, sanitariuszki 1. kompanii „Maciek” batalionu „Zośka”.
Uczęszczał do III Męskiego Gimnazjum Miejskiego im. Hugona Kołłątaja przy ul. Śniadeckich. Był w jednej klasie m.in. z Konradem Okolskim, Feliksem Pendelskim i Kazimierzem Łodzińskim. W 1934 wstąpił do 80. Warszawskiej Drużyny Harcerzy ZHP.
W 1941 zdał maturę i podjął studia politechniczne.

## Konspiracja
Po wybuchu wojny wraz z całą 80. WDH wszedł do Grup Szturmowych Szarych Szeregów.
W 1942 roku ukończył pierwszy turnus Szkoły Podchorążych Rezerwy Piechoty „Agricola” (wraz z m.in. Sławomirem Maciejem Bittnerem, Władysławem Cieplakiem i Stanisławem Broniewskim) i przyjął pseudonim Miecz.

### Akcje
- akcja pod Arsenałem (dowódca sekcji „Sten II”, za udział w tej akcji otrzymał po raz pierwszy Krzyż Walecznych)[1]
- akcja w Celestynowie (zespół uderzeniowy)
- akcja szosy (dowódca; ostrzelanie niemieckich samochodów na trasie Warszawa–Grójec w nocy z 22 na 23 września 1943)
- akcja pod Pogorzelą (ostrzelanie pociągu urlopowego przewożącego Niemców 23/24 października 1943)
- akcja Jula pod Rogoźnem (przerwanie ruchu kolejowego na linii Rzeszów–Przeworsk 5/6 kwietnia 1944 r.)
- akcja Par. II (szkolenie bojowe w warunkach polowych, baza leśna; czerwiec 1944)

### Powstanie warszawskie
W powstaniu warszawskim uczestniczył jako dowódca 1 drużyny plutonu „Felek” kompanii „Rudy” batalionu „Zośka”. Po śmierci Konrada Okolskiego „Kuby” 11 sierpnia 1944 został dowódcą plutonu. Zginął 23 września 1944 prowadząc resztki plutonu i żołnierzy Wojska Polskiego próbujących przebić się z okrążenia przez pozycje niemieckie z Czerniakowa do śródmieścia. Jego ciała nie odnaleziono.

## Odznaczenia
Odznaczony Krzyżem Srebrnym Orderu Virtuti Militari (V klasy) i trzykrotnie Krzyżem Walecznych.

## Upamiętnienie
- Głaz z tablicą pamiątkową odsłoniętą 11 listopada 1994 przy ul. Czerniakowskiej[3].